# 奧赫里米夫齊
49°35′23″N 25°45′9″E / 49.58972°N 25.75250°E
奧赫里米夫齊（烏克蘭語：Охримівці）是位於烏克蘭西部特諾皮爾州裏特諾皮爾區的村莊，距離切爾尼希夫齊3公里，始建於1478年，面積1.7平方公里，2001年人口240。